# 红果树生附丝壳
红果树生附丝壳（学名：Appendiculella stranvaesiicola）是属于小煤炱目小煤炱科附丝壳属的一种真菌，寄生在蔷薇科植物上。该种分布于中国。